# Maître de Naumburg
Le Maître de Naumbourg est un sculpteur anonyme médiéval. Il était actif au milieu du XIIIe siècle et passe pour l'un des plus grands sculpteurs religieux de son siècle.

## Vestiges de son art
Il fut vraisemblablement formé en Picardie à la grande époque du style gothique : vers 1225 on décèle des traces de son travail à Noyon, Amiens et Reims, puis peut-être à Metz ; en 1230 il travaille dans la Cathédrale de Mayence où il sculpte le jubé occidental, dont il ne subsiste plus que des fragments. Puis il poursuit son travail à Naumbourg-sur-la-Saale, en passant par Mersebourg où il réalise le gisant d'un chevalier qui a été conservé.
Son chef-d'œuvre est le chœur occidental de la cathédrale de Naumbourg comportant douze personnages de fondateurs et de protecteurs, qui vaut d'ailleurs à l'artiste son nom actuel.
La statue la plus connue est celle d'Ute de Naumbourg qui fut longtemps considérée comme un exemple idéal de beauté féminine. On attribue également à l'atelier du Maître de Naumburg les personnages sculptés sur la travée de la cathédrale de Meissen. Les sculptures du Maître de Naumbourg comptent au nombre des plus réputées du Moyen Âge en Europe occidentale.

## Le Cavalier de Bassenheim

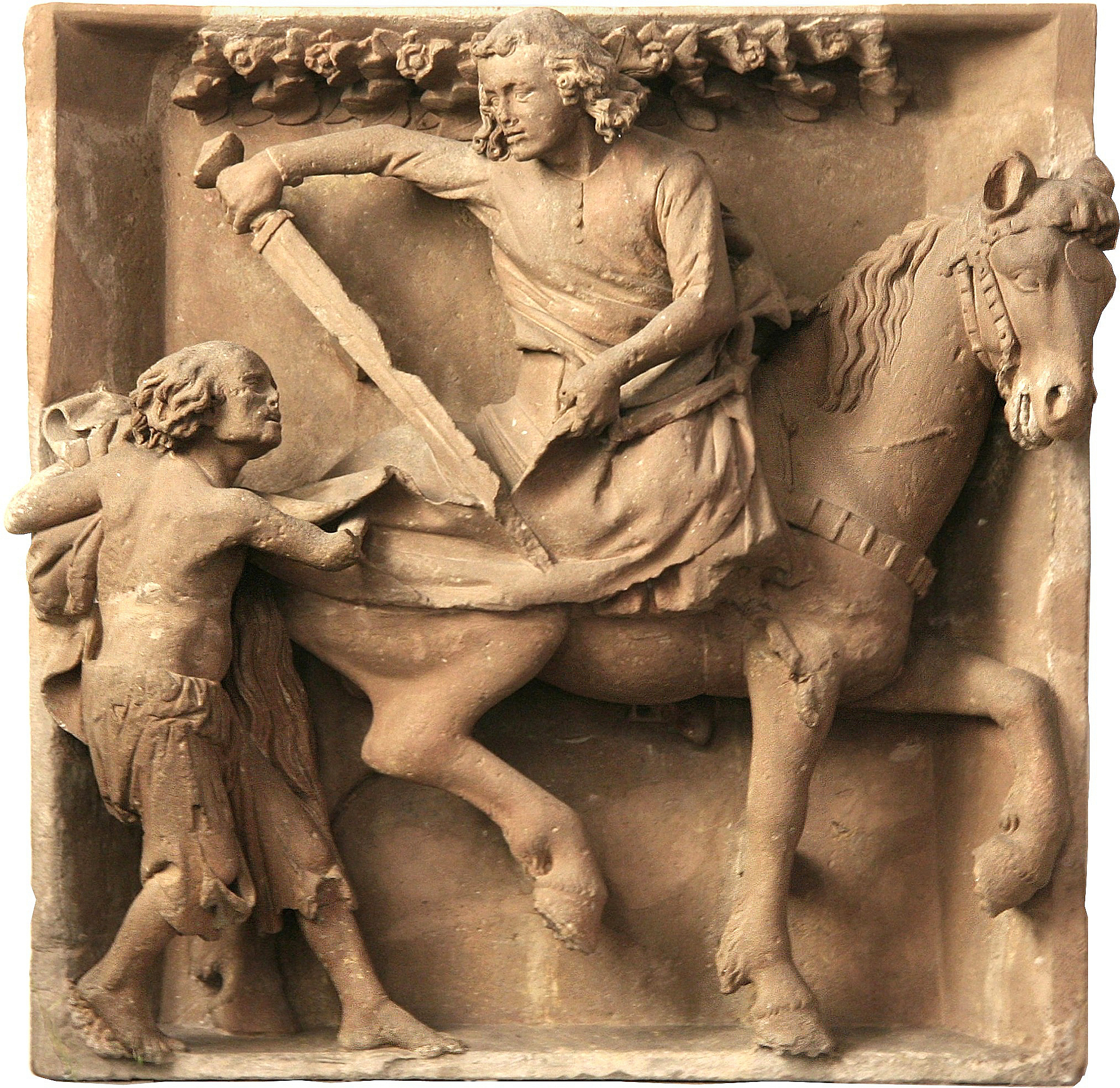
Le Cavalier de Bassenheim (ca. 1240).

Le Cavalier de Bassenheim est un bas-relief en grès de style gothique primitif représentant saint Martin. Fragment de l'ancien jubé ouest de la cathédrale de Mayence, aujourd'hui conservé dans l'église paroissiale de Bassenheim près de Coblence, c'est en Allemagne la représentation la plus célèbre de saint Martin. 
La moitié gauche du bas-relief, très expressive, est attribuée au Maître de Naumbourg. Lorsqu'en 1683 on démonta le jubé ouest de la cathédrale de Mayence, le chanoine Casimir Waldbott von Bassenheim fit transporter cette pièce à Bassenheim, où sa valeur artistique ne fut reconnue qu'en 1935.
Le musée local de Bassenheim s'est d'ailleurs baptisé Martinusmuseum en référence à ce précieux bas-relief.

## Illustrations

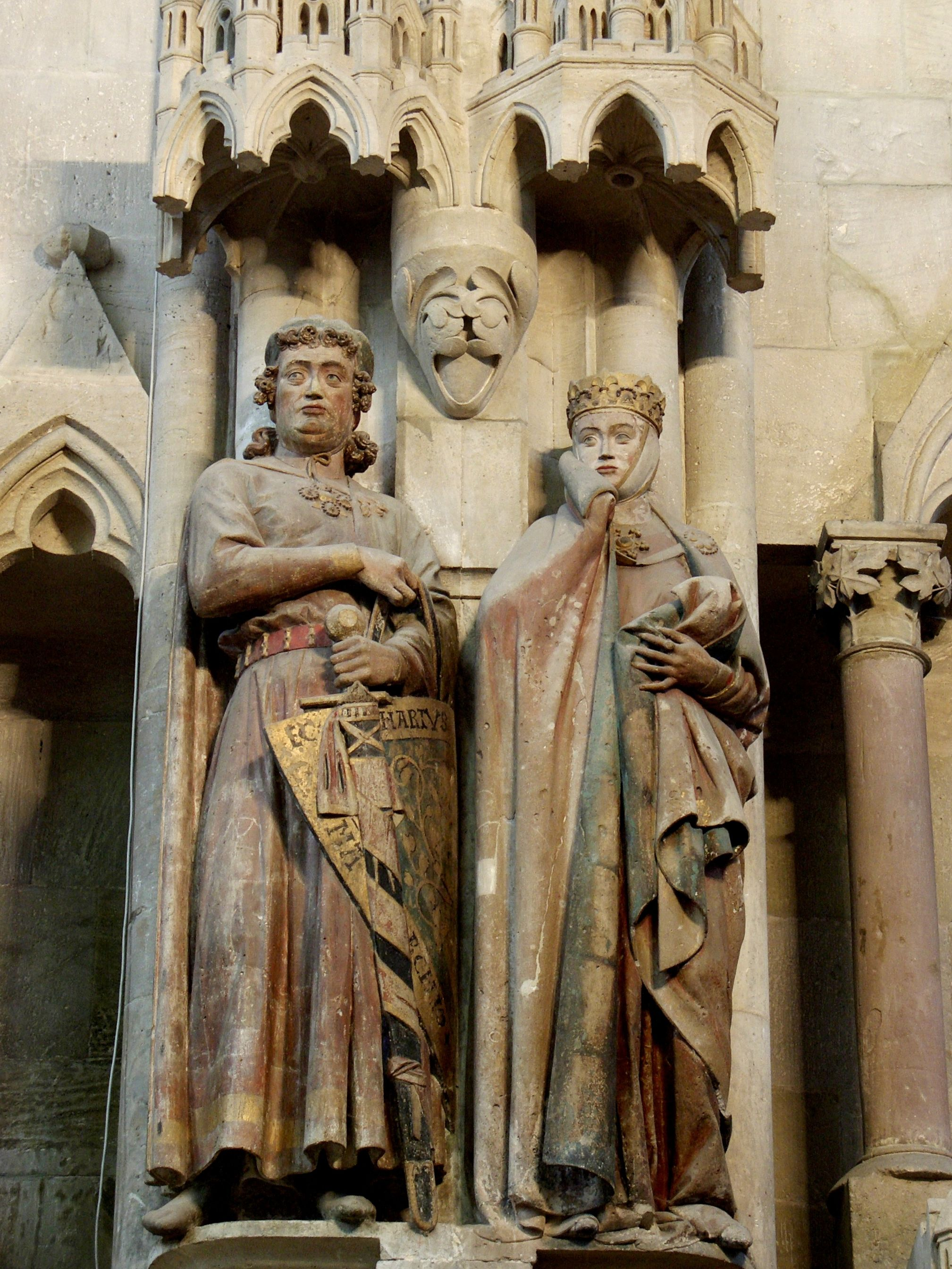
Statues d'Ekkehard II et de son épouse Ute de Ballenstedt, cathédrale de Naumbourg
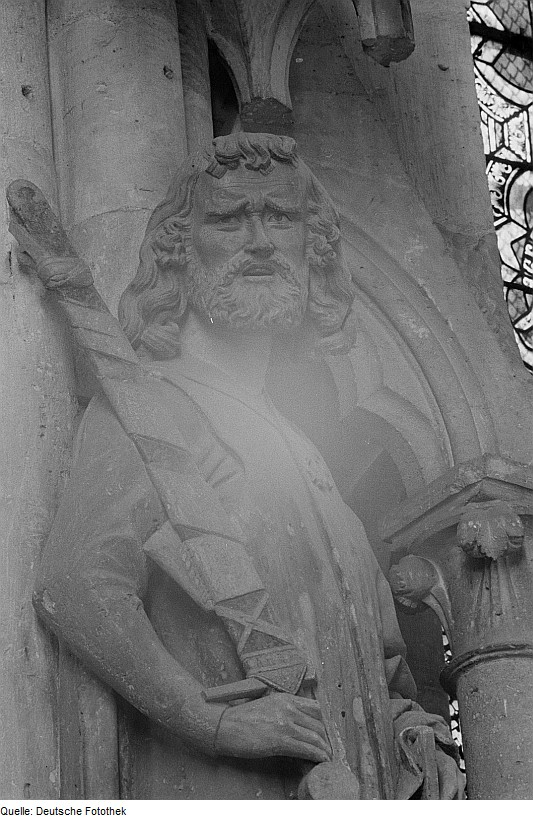
Détail de la sculpture du comte Syzzo dans le chœur occidental de la cathédrale de Naumbourg
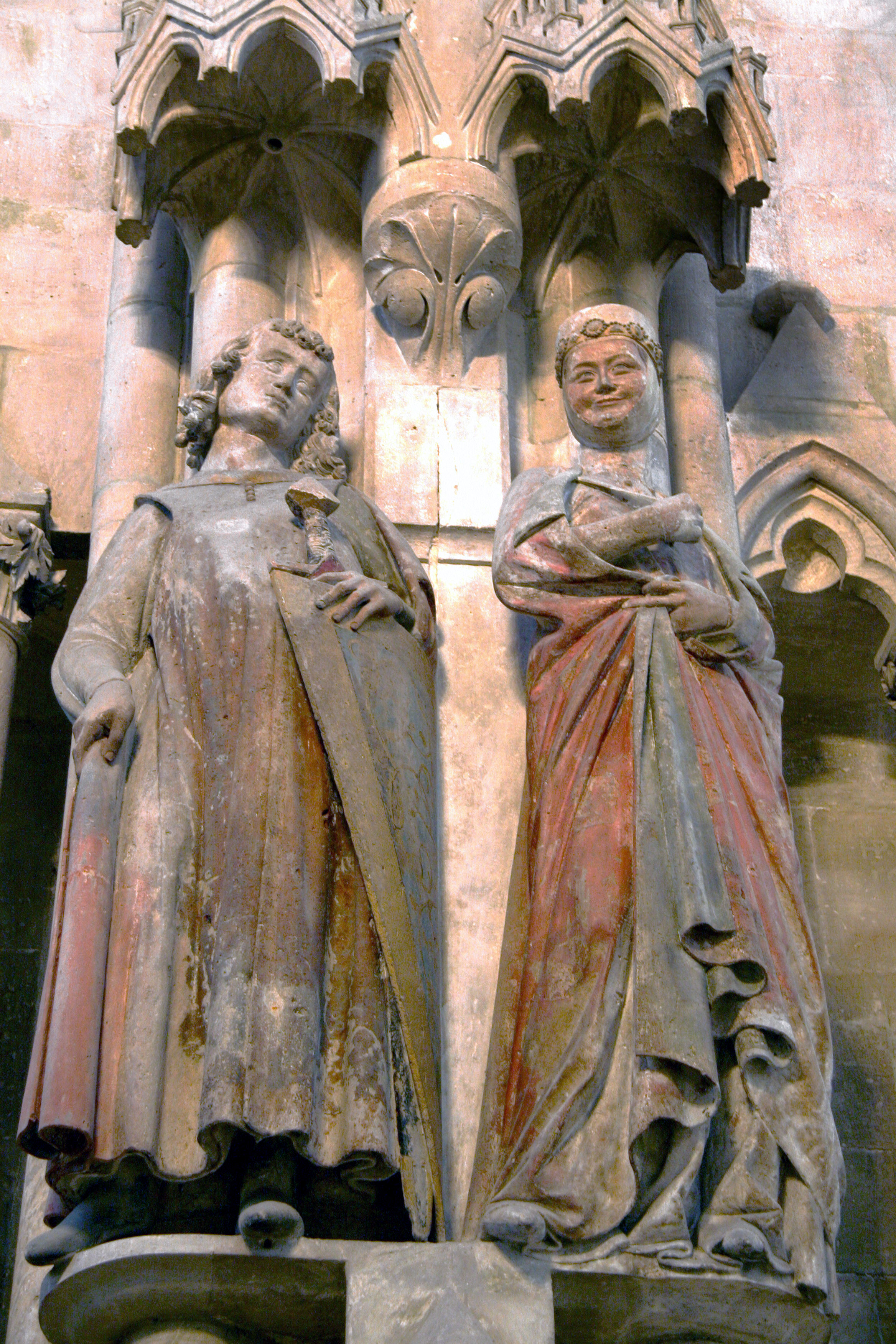
Statue d'Hermann Ier et de son épouse Reglindis, cathédrale de Naumbourg
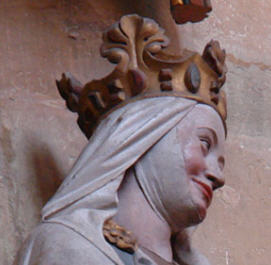
Visage de la statue d'Adélaïde de Bourgogne, cathédrale de Meissen

## Lien externe

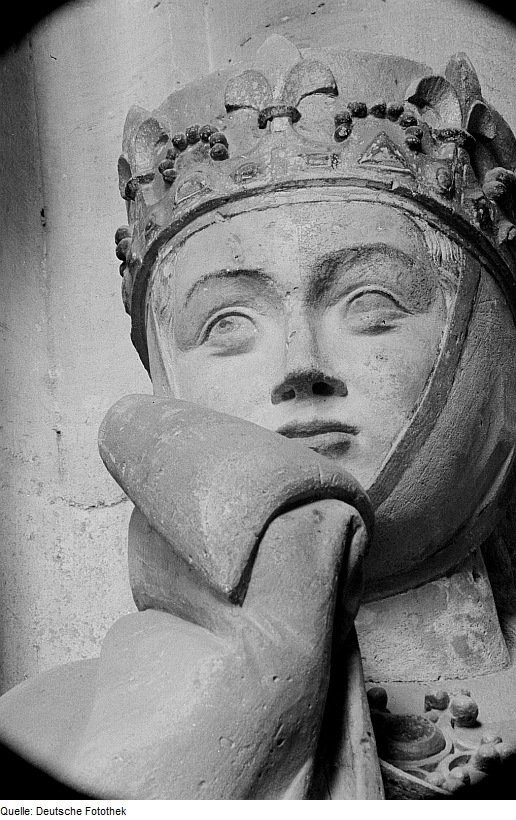
Visage de la statue d'Ute de Naumbourg (vers 1243-1249)